# Račice (district de Rakovník)
Pour les articles homonymes, voir Račice (homonymie).
Račice (en allemand : Ratschitz) est une commune du district de Rakovník, dans la région de Bohême-Centrale, en République tchèque. Sa population s'élevait à 161 habitants en 2020.

## Géographie
Račice se trouve à 12,5 km au nord-ouest de Beroun, à 16 km au sud-est de Rakovník et à 36 km à l'ouest-sud-ouest de Prague.
La commune est limitée par Sýkořice au nord, par Nižbor à l'est, par Roztoky au sud et au sud-ouest, et par Zbečno à l'ouest et au nord-ouest.

## Histoire
La première mention écrite de la localité date de 1558.

## Transports
Par la route, Račice se trouve à 21 km de Beroun, à 25,5 km de Rakovník et à 58 km du centre de Prague.